# Anatoli Máltsev
Anatolio Ivánovich Máltsev (en ruso: Анатолий Иванович Мальцев; Misheronski, Óblast de Moscú, Rusia, 14 de noviembrejul./ 27 de noviembre de 1909greg. - Novosibirsk, URSS, 7 de julio de 1967) fue un matemático soviético. 
Destacado por sus trabajos en decidibilidad en muchos grupos algebraicos. Ciertas álgebras (estructuras que enlazan cuerpos y espacios lineales) fueron denominadas álgebras de Máltsev en su honor.

## Vida y estudios
Máltsev, en la escuela, exhibió disposiciones para las matemáticas; luego al concluir sus estudios básicos en 1927, ingresó en la Universidad Estatal de Moscú. A la vez enseñaba en una escuela secundaria de Moscú. Después de graduarse en 1931, continuó de profesor y en 1932 fue asignado como asistente en el Instituto Pedagógico de Ivanovo, sito en la localidad homónima, en las inmediaciones de la capital de la entonces Unión Soviética.
Durante su docencia en Ivanovo, viajaba a Moscú a discutir sus investigaciones con Kolgomorov. Una de sus primeras publicaciones versó sobre lógica y teoría de modelos. Kolgomorov lo invitó al programa de postgrado en la Universidad de Moscú, donde participó, conservando su plaza de Ivanovo.
En 1937, publicó una ponencia sobre inmersión de anillo en un campo. Dos años más tarde, publicó una segunda ponencia, en la que señalaba las condiciones necesarias y suficientes para que un semigrupo sea inmerso en un grupo.
En el lapso de 1939 a 1941, siguió doctorado en el  Instituto Steklov, dependencia de la Academia de Ciencias de la URSS, presentando la tesis Estructuras de álgebras y grupos de representación infinita isomórfica
En 1944, llegó a ser profesor en el Pedagógico de Ivanovo y continuó su trabajo en teoría de grupos, sobre todo en grupos lineales. Además estudió los grupos de Lie y las álgebras topológicas.
En 1958, Máltsev fue admitido como miembro de la 
Academia Soviética de Ciencias.
En 1960, fue designado a una plaza de Matemática en el Instituto de Matemáticas de Novosibirski y se le encargó el departamento de Lógica y Álgebra de la Universidad Estatal de Novosibirski. El estableció la sección siberiana del Instituto de Matemáticas de la Academia de Ciencias, la Sociedad Matemática Siberiana y la revista "Álgebra y Lógica". Erigió también el "Seminario de Álgebra y Lógica", atendido por varios estudiantes. Seminario que dio frutos en teoría de modelos y teorías elementales de de decidibilidad.
En los primeros años 1960s, trabajó en problemas de decidibilidad de teorías elementales de varias estructuras algebraicas. Demostró la indecidibilidad de la teoría elemental de grupos finitos, de los grupos nilpotentes libres, de los grupos solubles libres y muchos otros casos. También probó que una clase de álgebras localmente libres tiene una teoría de decidibilidad.

## Premios
Recibió muchos premios, entre otros:
Premio Stalin en 1946
Premio Lenin en 1964.

## Publicaciones
- Algebraic Systems by A.I. Malcev, Springer-Verlag, 1973, ISBN 0-387-05792-7
- The metamathematics of algebraic systems, collected papers:1936-1967 by A.I. Malcev, Ámsterdam, North-Holland Pub. Co., 1971, ISBN 0-7204-2266-3
- Algorithms and recursive functions by A. I. Malcev, Groningen, Wolters-Noordhoff Pub. Co. 1970
- Foundations of linear algebra by A. I. Malcev, San Francisco, W.H. Freeman, 1963
- En 1962 fundó la revista matemática Algebra y Lógica".
- Fundamentos de Álgebra Lineal.[2]